# Рогашко Алла Володимирівна
Рогашко Алла Володимирівна (нар. 21 листопада 1977) — українська письменниця, редакторка.

## Життєпис
Народилась у с. Верба Дубенського району Рівненської області.
Закінчила Рівненський державний гуманітарний університет (музично-педагогічний факультет).
Тривалий час працювала кадровиком, журналістом і редактором відомчої газети.
Живе у Рівному. Пише прозові твори, сценарії. Роботи публікувались у альманасі «Нова проза», художньо-літературному порталі «Захід-Схід», книжковому порталі «Буквоїд», журналі «Золота пектораль».
Сценарій за романом «Осіннє Рондо місячної ночі» опублікований на сайті «Сценарна майстерня».
Захоплюється музикою, літературою, театром, психологією. Дуже цінує справжній художній кінематограф — зокрема, є шанувальником творчості Девіда Лінча, Федеріко Фелліні, Інґмара Берґмана, Вуді Аллена, Альфреда Гічкока, Педро Альмодовара. Любить фільми 40-60-х років.

## Театральні постановки, сценічні імпровізації
- Сценічна імпровізація уривка з книги «Крізь безодню до Світла» за участю акторів народного театру «Сонях». У ролях: Олексій Титаренко (Влад), Марина Орловська (Віра). Автор відео і фото — Юрій Яковчук:[2].
- Театральна постановка уривка з книги «Сни з колодязя» за участю акторів народного театру «Сонях». У ролях: Олексій Титаренко (Матвій), Діана Олексієвець (Соломія). Автор відео — Віктор Андрущук[3].
- "Провидець". Сценічна імпровізація уривка з книжки

## Буктрейлери, уривки з творів
- Буктрейлер за мотивами книги «Осіннє Рондо місячної ночі»
- Буктрейлер за мотивами книги «Її сукня»
- Професійне читання уривка з оповідання "Їхній світ удвох" (збірка «Львів. Смаколики. Різдво»). 
Читає Корній Демидюк
- Професійне читання уривка з роману «Сни з колодязя». Читає Корній Демидюк
- Буктрейлер за мотивами роману «Сни з колодязя»
- Релакс читання Алла Рогашко "Її сукня" - Центральна прилуцька районна бібліотека
- «Сни з колодязя» - буктрейлер за мотивами книжки.
- «Провидець» Професійне читання уривка з роману. Читає Корній Демидюк
- Уривок з роману Алли Рогашко «Свідки дзеркала».
- "Свідки дзеркала" (уривок з роману)

## Презентації книг (відео)
- Презентація книг «Осіннє Рондо місячної ночі» та "Крізь безодню до Світла" у Рівному 20 березня 2016 року. (Автор відео — Юрій Яковчук)
- Презентація книги «Її сукня» у Рівному 30 березня 2017 року (Автор відео — Віктор Андрущук)
- Презентація книги «Сни з колодязя» у Рівному 7 лютого 2019 року. (Автор відео — Віктор Андрущук)

## Відзнаки і нагороди
- Диплом переможця конкурсу 2019 року «Краща книга Рівненщини» у номінації «Краще прозове видання» (2019 р., книга «Її сукня» (Клуб сімейного дозвілля, 2017))
- Диплом переможця конкурсу 2020 року «Краща книга Рівненщини» у номінації «Краще видання для юнацтва і молоді» (2020 р., книга «Сни з колодязя» (Мандрівець, 2019))
- Лавреатка першої премії імені Ірини Вільде 2022 року за роман «Провидець» (Український пріоритет, 2021).
- Лавреатка літературно-мистецької премії ім. Пантелеймона Куліша за роман «Провидець» (Український пріоритет, 2021).

## Рецензії, відеоогляди
- Відеоогляд на книгу «Осіннє рондо місячної ночі»
- Рецензія на книгу «Осіннє рондо місячної ночі» на сайті «Буквоїд»
- Відеоогляд на книгу «Крізь безодню до світла»
- Рецензія на книгу «Крізь безодню до світла» на сайті «Читай»
- Рецензія на книгу «Крізь безодню до світла» на сайті «Буквоїд»
- Відеоогляд на книгу «Її сукня» (Ранок на UA: Рівне, рубрика «Що почитати?»)
- Рецензія на книгу "ЇЇ сукня" на сайті "Читай"
- Відеоогляд на книгу «Сни з колодязя» (Ранок на UA: Рівне, рубрика «Що почитати? з Анною Щавінською»)
- Відеоогляд на книгу «Сни з колодязя»
- Рецензія на книгу «Сни з колодязя» на сайті «Читай»
- Блукання міжчассям, або готика від Алли Рогашко